# Vučkovci
Vučkovci är en ort i Bosnien och Hercegovina.   Den ligger i entiteten Federationen Bosnien och Hercegovina, i den nordöstra delen av landet, 110 km norr om huvudstaden Sarajevo. Vučkovci ligger 169 meter över havet och antalet invånare är 2 820.
Terrängen runt Vučkovci är kuperad söderut, men norrut är den platt. Terrängen runt Vučkovci sluttar norrut. Runt Vučkovci är det ganska tätbefolkat, med 93 invånare per kvadratkilometer.. Närmaste större samhälle är Mionica, 6,9 km norr om Vučkovci. 
Omgivningarna runt Vučkovci är en mosaik av jordbruksmark och naturlig växtlighet.